# 50e (Northumbrian) Infanteriedivisie

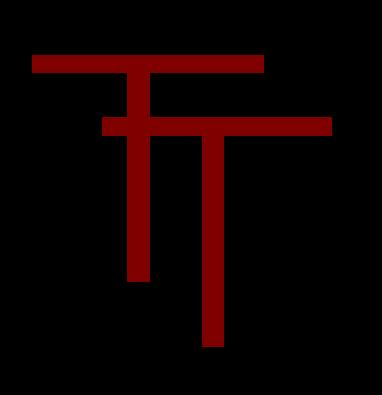
Insigne van het Britse 50e Infanteriedivisie

De 50e (Northumbrian) Infanteriedivisie (Engels: 50th (Northumbrian) Infantry Division) was een infanteriedivisie van het British Army tijdens de Tweede Wereldoorlog.

## Geschiedenis

Een universal carrier van de 50e Infanteriedivisie komt aan land op Gold Beach tijdens D-Day, 6 juni 1944

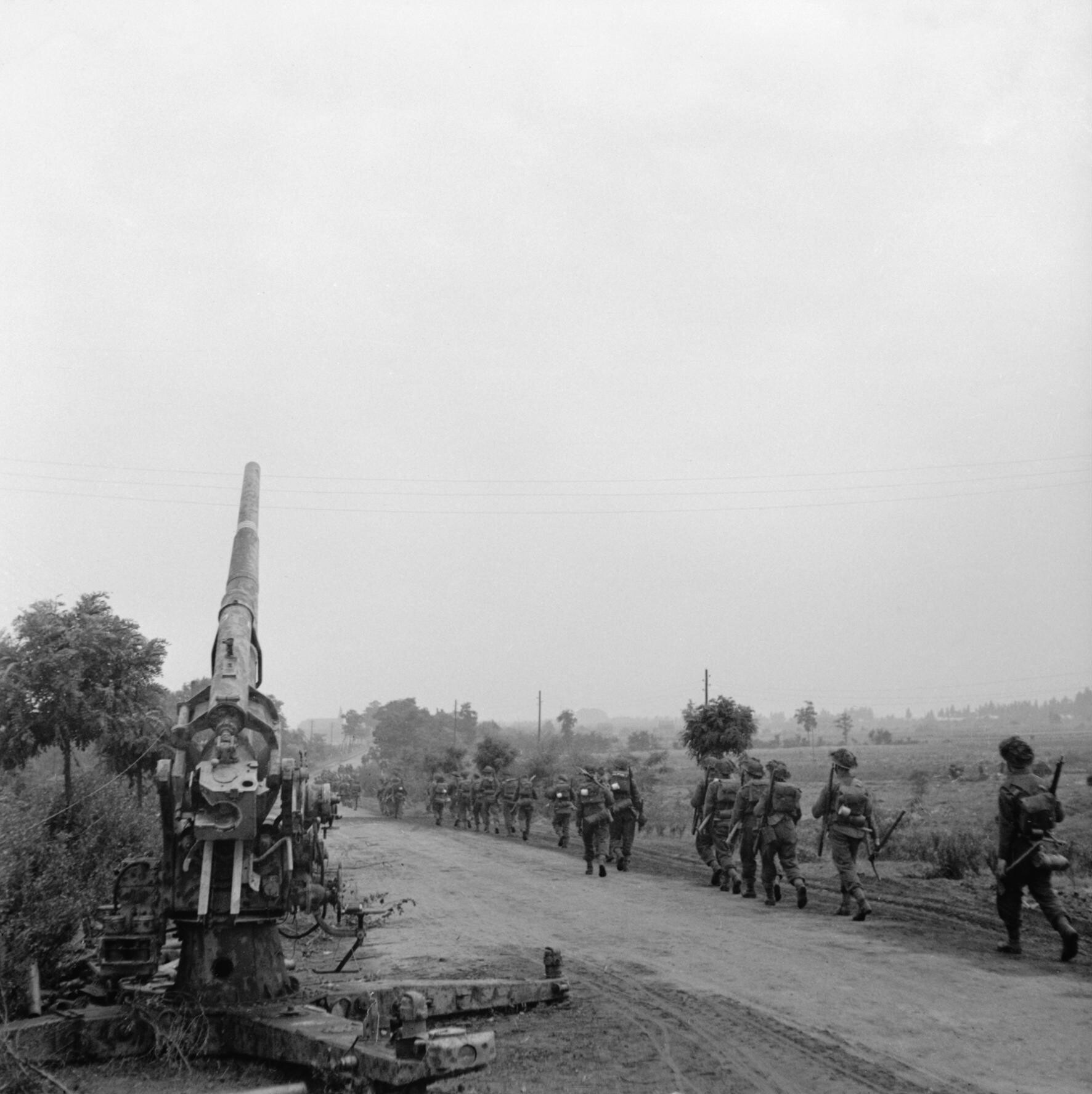
Infanteriesoldaten van de 50e Infanteriedivisie komen langs een achtergelaten Duits 8,8 cm FlaK-geschut nabij Joe's Bridge over het Maas-Scheldekanaal in Lommel (België), 16 september 1944

In 1939 maakte de 50e Infanteriedivisie deel uit van het Zuidelijk Commando. In juni 1940 werd de divisie hervormd en maakte deel uit van het 3e Legerkorps van het British Expeditionary Force (BEF).
In april 1941 werd de 50e Infanteriedivisie naar Noord-Afrika gezonden en maakte daar deel uit van het 13e Legerkorps van het Achtste Leger. In Noord-Afrika waren ze betrokken bij de Slag bij Gazala, Tweede Slag bij El Alamein en de Tunesische Veldtocht. Na Tunesië was de 50e Infanteriedivisie in juli 1943 betrokken bij de landing op Sicilië. Nadat de gevechten op Sicilië ten einde waren, werd de divisie teruggeroepen naar Groot-Brittannië.
De 50e Infanteriedivisie moest zich in Groot-Brittannië hervormen en zich klaarstomen voor Operatie Overlord. Op 6 juni 1944 landde de divisie op Gold Beach. Het doel van de 50e Infanteriedivisie was een bruggenhoofd te vestigen tussen Arromanches en Ver-sur-Mer.
Na de landing in Normandië was de 50e Infanteriedivisie betrokken bij de Slag om Caen. Hierna rukte de 50e Infanteriedivisie op richting Antwerpen en Brussel. In september 1944 was de 50e Infanteriedivisie betrokken bij Operatie Market Garden.
In december 1944 werd de divisie teruggehaald naar Groot-Brittannië en bleef daar tot aan het einde van de Tweede Wereldoorlog. Na de oorlog werd de 50e Infanteriedivisie naar Noorwegen gezonden en veranderd in de British Ground Forces, Norway.

## Bevelhebbers
- generaal-majoor Sir Giffard Martel (20 februari 1939-13 december 1940)
- generaal-majoor W.H.C. Ramsden (13 december 1940-7 juli 1942)
- generaal-majoor J.S. Nichols (7 juli 1942-14 april 1943)
- generaal-majoor Sir Sidney Kirkman (13 april 1943-14 september 1943)
- brigadier K.C. Davidson (14 september 1943-22 september 1943)
- generaal-majoor Sir Sidney Kirkman (22 september 1943-19 januari 1944)
- generaal-majoor D.A.H. Graham (19 januari 1944-17 oktober 1944)
- generaal-majoor L.O. Lynne (17 oktober 1944-22 november 1944)
- brigadier A.G.B. Stanier (22 november 1944-27 november 1944)
- generaal-majoor D.A.H. Graham (27 november 1944-16 december 1944)